# Cose molto cattive
Cose molto cattive (Very Bad Things) è un film del 1998 diretto da Peter Berg.
Il film è interpretato da Cameron Diaz, Christian Slater, Jon Favreau, Leland Orser e Jeremy Piven.

## Trama
Una settimana separa Kyle Fisher e Laura Garrity dal matrimonio. Come da tradizione Kyle si appresta a festeggiare il suo addio al celibato in compagnia dei suoi amici di sempre: Robert, Charles e i fratelli Michael e Adam. La loro meta è Las Vegas, in cui alcool e droga fanno da sfondo alla loro serata che culmina in albergo con l'arrivo di una spogliarellista, Tina. Michael si apparta nel bagno con la ragazza che, durante la frenesia del loro violento rapporto sessuale, rimane vittima di un incidente che la uccide. Colti dal panico, i cinque amici decidono di sbarazzarsi del cadavere seppellendolo nel deserto. Richiamato dai rumori giunge però un addetto alla sicurezza dell'albergo che dopo essersi accorto dell'accaduto viene ucciso. I cinque amici decidono di far sparire il suo corpo con quello della spogliarellista. Acquistano tutto il necessario per la pulizia del bagno ed il trasporto dei due cadaveri che vengono deposti in alcune valigie dopo essere stati fatti a pezzi. Caricano le valigie nel minivan di Adam e partono per casa disfacendosi dei corpi in mezzo al deserto.
Rientrati a casa proseguono per Kyle i preparativi del matrimonio e la sera della prova del rinfresco i cinque si ritrovano tutti assieme. Adam ha un forte rimorso per quello che hanno fatto e non riesce a controllarsi. Robert cerca di calmare Adam, che però in preda ai nervi si scaglia sul fratello Michael, accusandolo di essere la causa di tutto. Questi sale in auto e si getta contro il minivan di Adam, che con un balzo si pone tra la jeep e la monovolume subito prima dell'impatto, rimanendo gravemente ferito. Adam al pronto soccorso chiama al suo capezzale la moglie Lois. Gli amici si preoccupano che il moribondo abbia confessato, e decidono di pressare Lois.
Dopo il funerale del marito, questa li convoca a casa sua per chiedere spiegazioni di un foglietto trovato in casa in cui Adam ha scritto che qualcosa di terribile è successa a Las Vegas. Lois minaccia di chiamare la polizia e così Kyle racconta che a Las Vegas Adam è stato con una prostituta. Lois è disperata e i quattro decidono di portare i suoi due figli a casa di Kyle per far rimanere da sola Lois. Con lei rimane Robert, che non appena la vede addormentata si scaglia contro Lois per strangolarla. Nel frattempo, appena lasciati i figli di Adam e Lois a casa sua con Laura, Kyle si è rifugiato in un bar a bere con uno sconsolato Michael, disperato per aver ucciso suo fratello. Dopo una lunga lotta Robert ha la meglio su Lois. Appena giunto a casa di Adam, Michael viene ucciso da Robert che, salito in macchina con Kyle e Charles, racconta una storia che giustifichi agli occhi della polizia l'accaduto.
L'avvocato di Adam convoca Kyle e Laura informandoli che, per volontà dei coniugi Berkow, adesso sono affidatari dei loro due figli e del cane. A Kyle saltano i nervi e vorrebbe rinviare il matrimonio. Confessa a Laura tutto quanto accaduto nell'ultima settimana ma questa, irremovibile, non transige: l'indomani lei si sposerà. Il giorno del matrimonio Kyle e Robert hanno una discussione e si azzuffano; arriva Laura e inizia a picchiare selvaggiamente Robert, che non potrà fare il testimone. Finita la cerimonia, Laura si apparta con Kyle e gli intima di far sparire il cadavere di Robert e di abbandonare il cane.
Kyle parte per il deserto in compagnia di Charles, del cane e del cadavere di Robert ripartito in due valigie. Giunti nel deserto e seppellito Robert, Kyle non ha il coraggio di uccidere anche l'unico amico rimastogli, né di abbandonare il cane. Decide così di ritornare a casa, ma nel tragitto sono vittime di un incidente frontale. Laura, frustrata dai lavori domestici, scoppia in un attacco sconsolato dovendo accudire oltre ai due bambini impertinenti dei Berkow, il marito in carrozzina senza gambe, Charles tetraplegico e il cane che ha perso una zampa.

## Curiosità
- Per la parte di Michael inizialmente fu scritturato Adam Sandler, ma essendo impegnato per le riprese di Waterboy, Jeremy Piven prese il suo posto.
- Il film in molti aspetti ricorda il precedente Omicidi occasionali (1997) con Mario Van Peebles[1].
- La scena della morte di Tina richiama in maniera parodica quella della morte del secondino turco Hamidou in Fuga di mezzanotte (1978) di Alan Parker[2].

## Slogan promozionali
- «A very savage comedy. This fall. Tell no one.»
- «They've been bad. Very bad.»
- «For boys who should know better...»
- «Come un matrimonio può cambiarti la vita.»